# Tentacle ensemble collective
Tentacle Ensemble Collective (também conhecido como TEC) é um grupo de arte performance formado por artistas de diferentes áreas, tais como música experimental, artes plásticas e vídeo instalação. O número de integrantes do TEC varia de acordo com as intervenções, e nelas todos os artistas se apresentam com o rosto coberto. O grupo tem realizado performances em diversas partes do Brasil, na Argentina e Uruguai.

## História
O grupo foi formado por quatro artistas que buscavam unir suas diferentes manifestações artísticas em intervenções, chamadas pelo grupo de "experimentos". Através do LAEC (Laboratório de Analises Estético Comportamentais), os integrantes do coletivo se reúnem para desenvolver os experimentos, estudar os conceitos, e escolher quais elementos serão utilizados nas apresentações. Os artistas preferem mantêr suas identidades em sigilo, tendo os rostos cobertos por máscaras e creditando todos os trabalhos no nome do coletivo. O número de membros pode ser alterado de uma intervenção para outra, sendo a formação mais comum a de quatro integrantes. As performances normalmente tem um caráter ritual e tratam de temas como tecnologia, religião, gula, e paranóia.
Além das intervenções o grupo também trabalha com produção audiovisual, música experimental, textos e ações urbanas e virtuais. 

### Urbanóide & Bobby Fischer

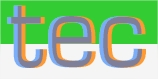
Símbolo do TEC

Uma das performances mais recorrentes do grupo é o Experimento 3: "Urbanóide & Bobby Fischer", onde elementos como música, artes plásticas, vídeo e body art são unidos. A intervenção é acompanhada pela projeção de um vídeo divido em duas partes: a primeira composta por imagens urbanas em preto e branco, e a segunda, que mistura imagens de uma partida de jogo de xadrez com efeitos visuais. Na performance, dois dos integrantes ficam atrás de bimbos tendo apenas suas sombras visíveis, um deles executa música improvisada através de diversos instrumentos e o outro realiza action painting em um tecido. Em meio a isso, outros dois integrantes disputam um jogo de xadrez utilizando pedaços de queijo e linguiça como peças. A intervenção leva o nome do conhecido enxadrista Bobby Fischer mas segundo uma nota divulgada pelo TEC a performance não pretendia ser uma homenagem mas "uma tentativa de perfilar o comportamento desse monstro contraditório" . Em algumas edições os integrantes praticaram outras atividades como cantar ópera, destruir um guarda chuva e jogar xadrez com os pés.

### Outras performances
- Experimento 1: "A multidão que não respira"
- Experimento 2: "Empty Like a Shell"
- Experimento 3: "Urbanóide & Bobby Fischer"
- Experimento 5 "TEC encontra Mathias Rosner"
- Experimento 6 "The Grain Elevator"
- Experimento 7 "Odeo a POA" ou "Toilet Training"
- Experimento 8 "1º Mostra Absolutamente Semiótica de Arte Pós-Contemporânea"
- Experimento s/n
- Experimento 10: "Wagon"
- Experimento 14: "2009"
- Experimento 21 "The Royal Human Hardware"

## Crítica
Em algumas intervenções do grupo os integrantes realizam atos extremos e violentos que podem causar reações negativas no público, como comer o próprio vômito, alusões a cocaína e fezes, assim como poluição sonora e visual.
O TEC também recebeu severas acusações pelo vídeo publicado na Internet "Odeo a POA" , onde vários pontos conhecidos da capital do Rio Grande do Sul, Porto Alegre, eram explodidos ou queimados.

## Apresentações
O TEC participou no Brasil de eventos como Pecha Kucha Night, Festival de Música Livre SESC Prainha, Semana Ousada de Arte da Universidade Federal de Santa Catarina , 10°Fórum Mundial Social de Canoas e Bienal B. O grupo também teve três trabalhos selecionado para o Musicircus, projeto criado pelo músico John Cage, dentro da 7º Bienal do Mercosul. Em Buenos Aires o TEC foi selecionado para o Festival de Música e Imagem Niños Consentidos e no Encontro Internacional de Arte Sonora e Visual Tsonami .